# Олмесартан
Олмесартан — синтетичний антигіпертензивний препарат, що належить до групи антагоністів рецепторів ангіотензину-II, для перорального застосування. Олмесартан уперше синтезований у лабораторії японської компанії «Sankyo» у 1991 році, яка отримала патент на препарат у 1997 році.

## Фармакологічні властивості
Олмесартан — синтетичний лікарський препарат, що належить до групи антагоністів рецепторів ангіотензину-II. Механізм дії препарату полягає у блокуванні зв'язування ангіотензину-II з рецепторами ангіотензину-І, що приводить до вазоділятації, зниженні виділення альдостерону, зниження реабсорбції натрію у нирках. Усі ці ефекти в сумі призводять до антигіпертензивного ефекту. Олмесартан має високу спорідненість до підтипу AT1-рецепторів ангіотензину-II, через які реалізується дія ангіотензину-II. При тривалому прийомі олмесартану спостерігається також регрес гіпертрофії лівого шлуночка та зменшення індексу маси міокарду лівого шлуночка і товщини задньої стінки лівого шлуночка, спостерігається також покращення ліпідного обміну при тривалому прийомі препарату. Згідно проведених досліджень, олмесартан може гальмувати розвиток раку підшлункової залози, покращує функцію мітохондрій, має нефропротективні властивості та зменшує інсулінорезистентність тканин.

### Фармакодинаміка
Олмесартан добре всмоктується у шлунково-кишковому тракті, але біодоступність препарату становить у середньому бизько 25% через ефект першого проходження через печінку. Біодоступність у жінок на 10—15% вища, чим у чоловіків. Максимальна концентрація в крові досягається протягом 2 годин. Олмесартан добре зв'язується з білками плазми крові. Препарат проникає через плацентарний бар'єр. Немає даних про виділення олмесартану в грудне молоко. Метаболізується олмесартан в печінці. Виводиться препарат із організму переважно із жовчю та калом у вигляді метаболітів, частково виводиться із сечею. Період напіввиведення препарату становить 10—15 годин, цей час може збільшуватися при порушеннях функції печінки та нирок.

## Показання до застосування
Олмесартан застосовується у комплексному лікуванні гіпертонічної хвороби.

## Побічна дія
При застосуванні олмесартану можливі наступні побічні ефекти:
- Алергічні реакції та реакції з боку шкірних покривів — нечасто (0,1—1%) висипання на шкірі, свербіж шкіри, кропив'янка, набряк обличчя, гіпергідроз, набряк Квінке, алергічний дерматит, грипоподібний синдром.
- З боку травної системи — часто (1—10%) блювота, діарея, метеоризм, сухість у роті, біль у животі, диспепсія, неприємні відчуття у ділянці шлунку, гастроентерит.
- З боку нервової системи — часто (1—10%) запаморочення; нечасто (0,1—1%) сонливість, головний біль, вертиго, підвищена втомлюваність.
- З боку серцево-судинної системи — нечасто (0,1—1%) гіпотензія, стенокардія.
- З боку дихальної системи — часто (1—10%) кашель, задишка, бронхіт, фарингіт, риніт, біль в грудній клітці, периферичні набряки.
- З боку опорно-рухового апарату — часто (1—10%) міалгія, біль у спині, судоми м'язів, артрит, біль у кістках.
- З боку сечовидільної системи — часто (1—10%) гематурія, інфекції сечовидільних шляхів, порушення функції нирок (у тому числі гостра ниркова недостатність).
- Зміни в лабораторних аналізах — часто підвищення рівня креатиніну, сечовини та креатинфосфокінази в крові, підвищення рівня сечової кислоти в крові, підвищення рівня активності ферментів печінки в крові; рідко (0,01—0,1%) тромбоцитопенія, гіперкаліємія, гіпертригліцеридемія.

## Протипокази
Олмесартан протипоказаний при підвищеній чутливості до препарату, вагітності та годуванні грудьми, у дитячому та підлітковому віці, при печінковій недостатності важкого ступеня та обструктивних захворюваннях жовчевих шляхів. З обережністю застосовують препарат у хворих із двобічним стенозом ниркових артерій або однобічним у випадку єдиної функціонуючої нирки у зв'язку із високою імовірністю розвитку важкої гіпотензії та ниркової недостатності. З обережністю застосовують олмесартан у випадку мітрального або аортального стенозу або ідіопатичного субатрофічного аортального стенозу, при хронічній серцевій недостатності, нирковій недостатності, вираженій гіпотонії, гіпонатріємії та гіперкаліємії.

## Форми випуску
Олмесартан випускається у вигляді таблеток по 0,01; 0,02 та 0,04 г. Олмесартан випускається у комбінації з гідрохлоротіазидом під назвою «Олмесар-Н».